# Michelle Rejwan
Michelle Rejwan (* 8. März 1982) ist eine US-amerikanische Filmproduzentin.

## Karriere
Rejwan arbeitete für J. J. Abrams’ Produktionsfirma Bad Robot Productions. Dort produzierte sie mit Abrams die Filme Super 8, Star Trek Into Darkness und Star Wars: Das Erwachen der Macht. Für den neunten Teil der Star-Wars-Reihe Star Wars: Der Aufstieg Skywalkers arbeitete sie erneut für Abrams als Produzentin. Im Juni 2019 gab Lucasfilm bekannt, dass Rejwan nun bei Lucasfilm als Senior Vice-President of Live Action Development and Production arbeitet und für alle Künftigen Star Wars Filme zuständig sein wird.

## Filmographie
- 2011: Super 8
- 2013: Star Trek Into Darkness
- 2015: Star Wars: Das Erwachen der Macht (Star Wars: The Force Awakens)
- 2019: Star Wars: Der Aufstieg Skywalkers (Star Wars: The Rise of Skywalker)